# 霍洛夫納斯特雷帕河
霍洛夫納斯特雷帕河（羅馬化：Holovna Strypa）是烏克蘭的河流，位於該國西部，屬於斯特里帕河的左支流，發源自伊瓦奇夫附近，流經捷爾諾波爾州，河道全長13公里，